# أنطونيو باتشيكو
أنطونيو باتشيكو (1 ديسمبر 1966 في البرتغال - 20 مارس 2024) هو مدرب كرة قدم ولاعب كرة قدم برتغالي في مركز الوسط. شارك مع منتخب البرتغال تحت 18 سنة لكرة القدم ومنتخب البرتغال تحت 21 سنة لكرة القدم ومنتخب البرتغال لكرة القدم. أما مع النوادي، فقد لعب مع أتليتيكو كلوب دي برتغال وإشتوريل برايا وسبورتينغ لشبونة ونادي بنفيكا ونادي بيلينينسش ونادي ريجيانا 1919 وتورالتا ديبورتيفو ‏ ونادي بورتيمونينسي ونادي سانتا كلارا.

## وصلات خارجية
- أنطونيو باتشيكو على موقع قاعدة بيانات كرة القدم.إي يو (الإنجليزية)
- أنطونيو باتشيكو على موقع ناشيونال فوتبول تيمز (الإنجليزية)